# I Won't Burn Alone
I Won't Burn Alone es el álbum debut de la banda italiana de power metal White Skull. Fue publicada el 15 de abril de 1995, por Underground Symphony.

## Lista de canciones
1. «Because I» - 07:00
2. «Living on the Highway» - 03:23
3. «Pray» - 04:47
4. «In the Age of Unreason» - 05:18
5. «Mama» - 04:23
6. «Someone Call It Love» - 04:51
7. «I Won't Burn Alone» - 04:42
8. «Nasty» - 03:37
9. «Hey Boy» - 05:01
10. «White Lady» - 03:41
11. «Save the Planet» - 05:30
12. «The Train» - 02:32

## Formación
- Frederica De Boni - Vocales
- Max Faccio - Guitarra
- Tony Fonto - Guitarra
- Fabio Pozatto - Bajo
- Alex Mantiero - Batería

- Datos: Q3281909